# Villamanta
Villamanta – miasto w Hiszpanii we wspólnocie autonomicznej Madryt, 40 km na południowy zachód od Madrytu. Pod względem edukacyjnym w Villamanta istnieją różne ośrodki szkoleniowe.